# Греческая революция
Греческая революция (греч. Ελληνική Επανάσταση του 1821), также известная как Греческая война за независимость — вооружённая борьба греческого народа за независимость от Османской империи, начавшаяся в 1821 году и завершившаяся в 1829 году мирным Адрианопольским договором между Российской и Османской империями, предоставившим Греции автономию. Последовавшим в феврале 1830 года Лондонским протоколом Греция была признана европейскими Великими державами независимым государством, что подтвердил Константинопольский договор 1832 года, подписанный также и Османской империей. Греческая революция в историографии начинает историю современной Греции.
Греция ежегодно празднует свой День независимости 25 марта.

## Предыстория
Греция, превращённая в XV веке в турецкую провинцию, постоянно стремилась к независимости. С рубежа XIV и XV столетия Османская империя управляла почти всей Грецией, за исключением Ионических островов, Крита и отдельных районов Пелопоннеса. В XVII веке османы подчинили весь Пелопоннес и Крит. Но в XVIII и XIX столетиях всю Европу охватила волна революций. Власть Турции ослабевала, в Греции начался национальный подъём, встретивший поддержку западноевропейских стран. Уже в XVII веке греки смотрели на единоверную им Россию как на опору в будущей их борьбе с турками; эти надежды встретили сочувствие в русских правящих сферах. Когда в 1770 году русская эскадра появилась в Средиземном море, Морею охватило восстание, но оно было легко подавлено турками.
Войны России с Османской империей в конце XVIII века не дали грекам практического значения. Значительный толчок освободительному движению дала Французская революция; греческий поэт конца XVIII века Ригас писал свободолюбивые, воинственные песни. Ригас был выдан австрийскими властями туркам и по распоряжению белградского паши казнён в 1798 году. Мученическая смерть поэта усилила значение и влияние его песен. По всей Греции и всюду, где проживали греки, стали образовываться тайные общества, гетерии (дружества), имевшие целью освобождение Греции из-под власти Турции.
В 1814 году греческие патриоты Николаос Скуфас, Эммануил Ксантос и Атанасиос Цакалоф создали в Одессе секретную организацию Филики Этерия (греч. Φιλική Εταιρεία — Дружеское общество). В 1818 году центр организации был перенесён в Константинополь. С поддержкой богатых греческих общин Великобритании и США, с помощью сочувствующих в западной Европе и тайной помощи из России, они планировали восстание.
Восстание против Османского владычества было поднято группой заговорщиков под предводительством Александра Ипсиланти, состоявшей в значительной степени из российских офицеров греческого происхождения. Возглавить освободительное движение предлагалось Иоанну Каподистрии, однако тот, занимая важные дипломатические посты в российской администрации, длительное время считал для себя невозможным участвовать в восстании, официально Россией не поддерживаемом.

## Восстание Ипсиланти

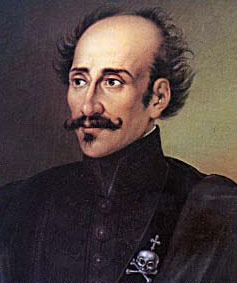
Александр Константинович Ипсиланти

При назначении нового господаря в Валахии в 1821 году там произошел бунт; посланные Турцией на усмирение арнауты присоединились к восставшим; в то же время Али-паша Янинский отказался повиноваться турецкому султану.
Этот момент был признан удобным для начала восстания. Русский генерал, этнический грек, князь Александр Ипсиланти, оставив самовольно службу, прибыл в Молдавию и в марте призвал греков к свержению ига. К нему собралось до 6 тысяч инсургентов.
Восстание началось 6 марта 1821 года, когда Александр Ипсиланти, сопровождаемый несколькими другими греческими офицерами российской армии, пересёк реку Прут с небольшим отрядом греческих гетеристов и призвал народ дунайских княжеств к восстанию против османского владычества.
Но затем, в результате конфликта между греками и румынскими повстанцами под руководством Тудора Владимиреску, Владимиреску был убит.
1 мая 1821 года Ипсиланти был разбит турецкими войсками у Галаца. Затем в июне 1821 года между греческими гетеристами и турками произошло сражение возле Дрэгэшани, в котором отряды гетеристов были разбиты, а сформированный из греческого студенчества «Священный корпус» героически пал почти весь. Ипсиланти направился к австрийской границе с целью через Триест добраться до восставшей уже Греции, но был заключён австрийцами в крепость Терезин.
17 июня прозванный «новым Леонидом» Танасис Карпенисиотис с его 300 (400) соратниками самоотверженно погибли в бою «во славу оружия» в сражении у Скулени, отказавшись перед этим перейти на российский берег Прута.
Янис Фармакис и Георгакис Олимпиос продолжали воевать в дунайских княжествах до сентября. Они, во главе 350 бойцов, предприняли попытку пробраться в российскую Бессарабию, а оттуда в Грецию. Окружённые большими турецкими силами в монастыре Секку, в сентябре 1821 года повстанцы оказали многодневное сопротивление. После 14 дней обороны, 23 сентября 1821 года Фармакис и большинство защитников монастыря сдались под гарантии турок и австрийца Вольфа. Олимпиос и 11 бойцов забаррикадировались на колокольне и когда турки ворвались на монастырский двор и попытались забраться наверх, защитники колокольни взорвали себя и атакующих. Все сдавшиеся под гарантии турок и Вольфа были вырезаны. Фармакис был доставлен в Константинополь, где после пыток был публично обезглавлен.
Яннакис Колокотронис с сотней бойцов пробился к Дунаю, переправился через него и прошёл с боями через Болгарию и Северную Грецию до полуострова Пелопоннес, подоспев на помощь своему родственнику Теодоросу Колокотронису, осаждавшему турок в Триполисе (Осада Триполицы).
Поражения, нанесённые турками гетериотам при Драгоманах и монастыре Секку, официальное объявление Россией, что она не имеет ничего общего с движением революционных гетерий, положили конец движению греков. В Константинополе был повешен в воротах своего жилища в полном архиерейском облачении константинопольский патриарх Григорий V, которого подозревали в сношениях с гетериями, и с ним казнены три митрополита. Однако это разнесло пламя восстания по всей Греции и сильно восстановило против Турции Россию, которая прервала с ней дипломатические отношения.
Все эти события были плохо восприняты Западной Европой. Британское и французское правительство подозревали, что восстание было российским заговором по захвату Греции и даже, возможно, Константинополя. Однако вожди повстанцев конфликтовали между собой и оказались неспособны установить регулярное управление освобождёнными территориями. Всё это привело к междоусобной борьбе. В Греции началась гражданская война (конец 1823 — май 1824 и 1824—1825).

## Восстание в самой Греции

### События 1821 года
Восстание вспыхнуло в южном Пелопоннесе (Морее), в городе Ареополисе, 25 марта (6 апреля) 1821 года. В течение трёх месяцев восстание охватило весь Пелопоннес, часть континентальной Греции, остров Крит, Кипр и некоторые другие острова Эгейского моря. Повстанцы захватили значительную территорию. Турки попрятались по крепостям, а немногочисленные турецкие гарнизоны Аттики укрылись в Афинах в Акрополисе, где были осаждены греками.
Острова Идра, Ипсара и Специя тоже приняли участие в восстании; на Архипелаге появился греческий флот в 80 судов. Началась упорная борьба, в которой принимали участие и женщины (например Бубулина, пожертвовавшая своё огромное состояние на снаряжение судов и отрядов, участвовала во многих сражениях и при Навплии даже командовала кораблем).
Борьба разрозненных греческих отрядов с организованной турецкой армией была очень трудна. Греки, вооруженные старинными ружьями, не имевшие артиллерии, были сильны лишь в горах, но в открытом поле не могли бороться. Хотя все греки были объединены чувством общей ненависти к туркам, но это не препятствовало проявлениям зависти и вражды между отдельными племенами, родами и их предводителями; вредило и то, что дружины их в значительной степени состояли из жестоких и недисциплинированных клефтов. Однако, в том же году Коринф был занят монахом Грегорасом; оттуда восстание распространилось на Коринфский перешеек, в Этолию, Аттику, Акарнанию и Ливадию; в Эпире и Фессалии управлял восстанием Одиссей.
Наконец, Турция принялась за военные действия. Хуршид-паша, усмиривший Али-пашу Янинского, отрядил против греческих инсургентов Кяхви-бея, который напал на греческий лагерь при Вальдеце, но был разбит. Первый успех ободрил инсургентов, и между ними водворилось временно согласие; к ним прибыли: Дмитрий Ипсиланти, брат Александра, и князь Кантакузин. После боя при Вальдеце греки обратили внимание на укрепленные места, в которых засели турки. И здесь успех был на стороне греков: князь Кантакузин овладел Монембисиею, Дмитрий Ипсиланти — Наварином; Триполица была взята штурмом; вождь арматолов Марко Боцарис удачно сражался в западной Греции с Хуршидом-пашой близ Месолунг; Негрис одержал победу в Солоне, а Одиссей в сентябре разбил турок в Фессалии.
Но в Македонии действия греков были неудачны. Салоникский паша захватил и разграбил полуостров Кассандру, Омер-Врионе отнял у греков крепость и город Арту. Турецкий флот разорил город Галаксиди, греческий флот грабил в то же время берега Малой Азии и производил избиение турок; эти жестокости возбуждали против них негодование европейцев и озлобление турок.
5 октября 1821 года был взят греками главный город Мореи, Триполица. Победа греков закончилась массовой резнёй турок и евреев: не менее 8000 — 10 000 мужчин, женщин и детей были убиты.
Так окончился 1821 год; греки почувствовали необходимость объединения и ведения борьбы по общему плану.
20 мая 1821 года в Кальтезоне открылась Ассамблея (Кальтезонская Ассамблея), председателем (греч. πρόεδρος της συνέλευσης) которой был избран Петрос Мавромихалис. Ассамблея избрала Пелопоннесский Совет (греч. Πελοποννησιακή Γερουσία), во главе которого стали председатель совета (греч. Πρόεδρος της Γερουσίας) Епископ Вресфенийский Феодорит и заместитель председателя (αντιπρόεδρος) Асмакис Фотилас.
4 ноября 1821 года в Миссолонгионе открылась Ассамблея Западной Греции (греч. Συνέλευση της Δυτικής Χέρσου Ελλάδος), в которую вошли 30 депутатов (греч. πληρεξούσιος). Председателем ассамблеи был избран Александр Маврокордатос. Также ассамблеей был избран Совет Западной Греции (греч. Γερουσία της Δυτικής Χέρσου Ελλάδος).
18 ноября 1821 года в Амфиссе открылась Салонская Ассамблея, избравшая Ареопаг Восточной Греции (греч. Άρειος Πάγος της Ανατολικής Χέρσου Ελλάδας).
Активное участие в войне принял греческий поэт Георгий Залокостас (1805—1858), чьи патриотические стихотворения и песни принесли ему популярность и были переведены на многие европейские языки.

### События 1822 года
22 января 1822 года 1-е Национальное собрание (67 депутатов) в Пиаду (близ Эпидавра) провозгласило Греческое Государство, независимое от Османской Империи, и приняло конституцию — Временное Правление Греции (греч. Προσωρινό Πολίτευμα της Ελλάδος), законодательным органом по которой являлся Законодательный Корпус (греч. Βουλευτικον Σωμα) под председательством Дмитрия Ипсиланти, исполнительным органом — Исполнительный Корпус (греч. Εκτελεστικον Σωμα) под председательством Маврокордатоса. Но несогласия продолжались; Ипсиланти отказался от должности; Одиссей, Колокотрони и Мавромихали не признавали своей подчиненности.
Между тем юные филэллины со всех концов Европы стекались в Морею. Турецкие войска, усмирившие Али-пашу Янинского, обратились против греков; Хуршид-паша действовал против Фессалии, флот угрожал Наварину, но был отбит Норманом. Ипсиланти и Никитас приняли на себя предводительство в восточной Греции, а в западной — Маврокордатос.
Начались военные действия и в Македонии, где салоникский паша рассеял толпы вооруженных христиан при Ниосте и перебил до 5 тысяч мирных жителей.
Неуспешны также были дела греков и на западе; 4 июля греки были совершенно разбиты близ Петы и Сулиоты, бросив свой родной город, скрылись в горы и на острова; Маврокордатос и Боцарис заперлись в Месолунгах. Драм-Али с 30 тысячами прорвался через Фермопилы, а Юсуф-паша направился на Коринф и занял его и Акрополис.
Весной турецкий флот усмирил острова Кандию, Самос и Хиос, но во время стоянки своей при Хиосе он был атакован греческими брандерами, сжегшими два турецких корабля.
Перенесенные неудачи и жестокости турок заставили греческих предводителей забыть свои раздоры и несогласия; они действовали сообща против Хуршида-паши, и последний отступил к Лариссе; в декабре греки овладели Навплией. 1822 год, благодаря согласованности действий греческих предводителей, окончился удачно.

### События 1823 года

Прибытие Лорда Байрона в Грецию. Картина Т. Вризакиса, 1861 г.

В 1823 году Маврокордатос вновь решил создать прочное правительство; он созвал второе Национальное Собрание греков, и в апреле был обнародован закон об учреждении греческого правительства, местопребыванием коего избрана Трополица. Георгиос Кундуриотис был избран президентом законодательного совета, а Мавромихали — исполнительного; командование над сухопутными войсками получил Маврокордатос, над морскими — Орланди; в восточной Греции действовал Одиссей, а в западной — Боцарис. Главной заботой греческого правительства являлась добыча денег для войны и внутреннего устройства; были учреждены новые налоги; много поступало пожертвований от доброжелателей Греции из Европы и Америки.
В этом году греками был занят Киссамос на острове Кандии; Сераскир-паша был разбит Одиссеем; Марко Боцарис разбил пашу из Скутари, напав ночью на лагерь его при Карпиниссе; сам Марко Боцарис был убит в этом сражении, но брат его Константин преследовал пашу до Скутари и направился в Месолунги. В ряды защитников Греции стали многие европейцы, и среди них известный английский поэт лорд Байрон, который купил на собственные средства бриг и нанял команду в 500 человек. Поэт умер в начале 1824 года в Миссолонги. Борьба Греции за независимость стала популярной во всей Европе.
Между тем среди греческих вождей вновь возникли разногласия; против Маврокордатос восстал Колокотрони, Одиссей самовольно распоряжался в восточной Греции, но президент Кундуриотис умел заставить выполнять свои распоряжения; ему удалось заключить заём в Англии и привести в порядок военную часть.

### События 1824 года
В 1824 году Турция заключила мир с Персией и запросила помощи у хедива Египта Мухаммеду Али, только что произведшего серьёзные реформы египетской армии по европейским образцам. Султан Турции обещал пойти на большие уступки по Сирии, если Али поможет подавить восстание греков. В итоге Мухаммед Али послал флот с войсками и своего приемного сына Ибрагима. Дервиш-паша виддинский был отправлен султаном в Пелопоннес, паше Негропонтскому было приказано усмирить восточные области Греции, а Омеру-Врионе — западные, но все турецкие отряды были греками оттеснены.
Египетский флот в это время занял Кандию (Крит) и разрушил остров Касос, а турецкий — остров Псара, но Миаулис отогнал турецкий флот Митилене (Лесбос). Египетский флот, соединившись с турецким, сразился с греческим при Самосе; греческие брандеры нанесли большой вред турецким кораблям, отплывшим в Константинополь; Ибрагим-паша укрылся в Родосе.

### События 1825 года
В европейских странах, особенно в Англии и Франции, а также в России, росло сочувствие к греческим патриотам среди образованной элиты и желание ещё ослабить Османскую империю — среди политиков.
Между тем среди греческих предводителей продолжались раздоры. Пользуясь ими, Ибрагим-паша в феврале 1825 года высадил 12 тысяч в Греции, между Короном и Модоном, и осадил Наварин. Несмотря на храбрую защиту Маврокордатоса и удачные нападения Миавлиса на египетский флот, Наварин сдался, а вскоре потом сдались Трополица и Каламата.
Кундуриотис и Маврокордатос приняли все меры, чтобы водворить согласие среди греков; Колокотрони был назначен главнокомандующим; он отстоял Навплию, но не мог помешать Ибрагиму-паше занять весь Пелопоннес. Египетский и турецкий флоты появились перед Месолунгами; Решид-паша одержал победу при Солоне и обложил Месолунги с суши. Но крепость эта выстояла, благодаря помощи, оказанной ей с моря Константином Боцарисом и Миавлисом. В это время греческий отряд Гураса пробрался из Ливадии к Солоне и отвлек Решида-пашу от Месолунг, а Никитас разбил турецкий отряд на Коринфском перешейке.

### События 1826 года
В апреле 1826 года Ибрагим-паша после величайших усилий овладел Месолунгами. 22 апреля гарнизон пробовал пробиться, но удалось это лишь немногим, остальные же во главе с Нолосом Боцарисом взорвали себя на воздух; население города (до 4 тысяч) частью было перебито, частью обращено в рабство. Ибрагим-паша возвратился в Трополицу и стал править Пелопоннесом, проявляя большую жестокость; турецкие отряды проникали в восточную и западную Грецию.
Решид-паша осадил Афины и после смерти Гураса, убитого недовольным греком, овладел Афинами; но Акрополис продолжал защищаться, и полковник Вутье успел пробраться туда с войсками и припасами.
Действия турок в западной Греции были также удачны, а Колокотрони вёл безуспешную борьбу с Ибрагимом-пашой в Аркадии; только в Морее держалось ещё несколько городов и островов. Греция обратилась в пустыню; тысячи людей умирали от голода. Бедствия греков, их геройские усилия и жестокие страдания стали возбуждать живейшее участие во всей Европе, торговля же всех государств Европы терпела крупные убытки. Добровольцы и деньги обильно направились в Грецию из Англии, Франции и Германии; правительства европейских держав тоже не могли смотреть равнодушно на усиление турок, и в июле 1826 года в Лондоне был подписан между Россией, Францией и Англией договор о прекращении борьбы Греции с Турцией. Прибывшие в Грецию баварский полковник Гейдеккер, английский генерал Чэрч и лорд Кохрейн тщетно старались примирить враждовавшие греческие партии и работали над преобразованием греческих морских и сухопутных сил. Греки в это время старались освободить осаждённый турками Акрополис.

### События 1827 года
В 1827 году собралось третье Национальное Собрание греков, приняло Гражданскую Конституцию Эллады, законодательным органом по которой являлся Совет, исполнительную власть осуществлял Правитель. Правителем, с согласия трех великих держав, был избран Иоанн Каподистрия. Лорд Кохрейн принял командование над флотом, а генерал Чэрч — над сухопутными войсками. Но их совместные усилия освободить Акрополис не увенчались успехом, и эта крепость, а также порты Пирей и Фалерос сдались туркам.

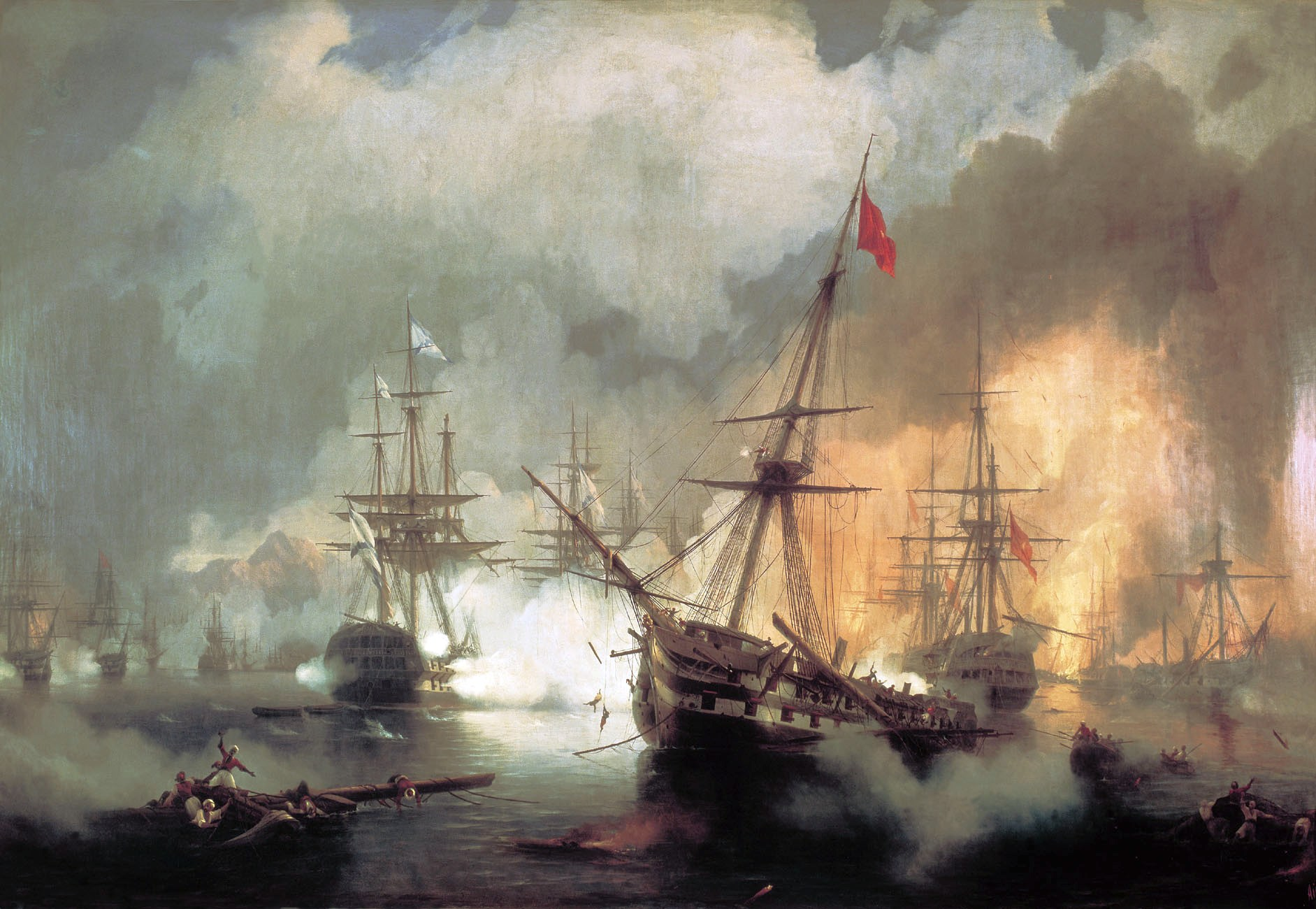
И. Айвазовский. «Наваринское сражение»

В 1827 году в Лондоне была принята конвенция, поддерживающая независимость Греции. Предложения России, Франции и Англии о примирении были отвергнуты Турцией. Соединенный турецко-египетский флот собрался в Наваринском заливе, и Ибрагим-паша стал проявлять новые жестокости в Морее. 20 октября 1827 года британские, французские и русские эскадры, под общим командованием английского вице-адмирала Эдварда Кодрингтона, вошли в греческие воды. В тот же день союзники в Наваринской бухте Пелопоннеса встретились с турецко-египетским флотом. В ходе четырёхчасового Наваринского сражения турецко-египетский флот был разбит союзниками. Вслед за этим французский десант высадился на сушу и помог грекам довершить разгром турок. Турецкий флот был уничтожен, а войска Ибрагима-паши были блокированы в разорённой и страдавшей от голода и чумы Морее.
Одержав эту победу, союзники не предпринимали в дальнейшем никаких совместных действий, направленных на подрыв военной мощи Турции. Более того, в лагере бывших союзников начались разногласия по поводу раздела бывших владений Османской империи. Воспользовавшись этим, Турция в декабре 1827 года объявила России войну. Началась русско-турецкая война 1828—1829 годов.

### События 1828 года
Между тем действия греческих отрядов продолжали быть неудачными, вследствие неповиновения вновь сформированных греческих регулярных войск.
После Наваринского сражения в Грецию прибыл французский экспедиционный корпус генерала Мезона; Наварин, Корон, Модон и Патрас были заняты французскими войсками; египетские войска оставили Грецию, и в октябре 1828 года Морея и Кикладские острова были свободны от турок.

### События 1829 года
В 1829 году прошли прямые всенародные выборы в четвёртое Национальное Собрание греков, которое создало сенат в качестве консультативного органа.
Союзные державы предлагали Турции принять участие в совещаниях и примирении с Грецией, но турки отказались, и в марте 1829 года союзными державами были установлены границы между Грецией и Турцией.
Между тем в северной и восточной Греции война все ещё продолжалась: Дмитрий Ипсиланти одержал победу над Махмудом-пашой при Ламантико и овладел Солоною, Лепантом и всей Ливадией; генерал Чэрч занял Вонницу, греки обложили Анатолико и Месолунги.
В войне с Россией Турция потерпела поражение. По Адрианопольскому мирному договору от 1829 года Турция признавала автономию Греции.

## Действия в войну 1821—1829 годов на море
Географические условия Греции всегда создавали из её прибрежного населения природных моряков. Но с падением Византийской империи греческое мореходство, в силу политических условий, выродилось в каботажный торговый промысел и пиратство. Только со времени появления у берегов Греции русского флота (война России с Турцией в 1769—1774 годах) греческое мореходство получило организацию, приближающуюся к военной: оказывая России содействие своими судами, присоединяя их к русским эскадрам и отрядам, греки несли разведывательную и транспортную службу, сами поступали на русские суда офицерами и матросами, служили лоцманами, получали патенты на плавание своих корсарских судов под русским флагом и даже командовали отдельными отрядами.
Так было и в последующие русско-турецкие войны и особенно в 1787—1791 годах, когда вследствие отмены, из-за начавшейся войны со Швецией, предположенного ранее отправления Балтийского флота в Средиземное море, военные действия велись почти исключительно греческими корсарами под русским флагом. Военная школа эта выработала из греков отважных моряков, закаляя вместе с тем воинственный по природе дух прибрежного и особенно островного населения в неустанной борьбе за освобождение. Этому способствовало и всё более развивавшееся греческое пиратство, обратившее на себя внимание иностранных держав, заинтересованных в торговле с Левантом.
Греческое восстание 1821 года выдвинуло целый ряд выдающихся моряков, с ничтожными силами совершавших отчаянные нападения на турецкие суда и эскадры. Период с 1827 по 1832 год (год образования Греческого королевства) ознаменован отдельными выступлениями организованных греческих морских сил, уже признанных державами в качестве воюющей стороны; в 1828 году была сформирована эскадра под командованием контр-адмирала (антинавархос) Сахтури из 8 бригов и галеотов и нескольких канонерских лодок; назначение её было согласовано с действиями союзных держав. Эскадра должна была перехватывать продовольствие и турецкую контрабанду на остров Крит, блокировать крепости Корон, Модон и Наварин и содействовать блокаде заливов Патрасскаго и Лепантскаго. Отдельные действия греческих отрядов имели место в разных пунктах Архипелага, особенно у острова Хиоса, и при встречах с турецкими судами в открытом море. Из греческих моряков этой эпохи особенно выделились, кроме Сахтури, адмирал Миаулис, Конарис, капитан Сахани и другие. Позднее, в 1831 году, уже при умиротворении раздоров, возникших в самой Греции, русскому флоту пришлось столкнуться с враждебными действиями Миаулиса, ставшего во главе мятежного (идриотского) отряда, и дело кончилось разбитием мятежников в бухте острова Порос. Однако военные действия греческого флота, слишком малочисленного по составу и находившегося под контролем иностранных держав (Россия, Англия, Франция), носили преимущественно характер партизанский, не могли развиться в самостоятельные операции и оказывали поэтому лишь косвенное влияние на войну с Турцией.

## Независимая Греция
3 февраля 1830 года в Лондоне был принят Лондонский протокол, по которому официально признавалась независимость греческого государства, получившего название — Королевство Греция. К середине 1832 года были окончательно проведены границы нового европейского государства. В состав Греческой Республики вошли Западная Эллада, Восточная Эллада, Аттика, Пелопоннес и Киклады. В 1832 году собралось V Национальное Собрание греков, признавшее Лондонский Протокол и принявшее в связи с этим Конституцию Королевства Греция.

## Статистика Греческой революции
| Воюющие страны    | Население (на 1821 год) | Мобилизовано солдат | Убито солдат | Убито мирных жителей |
| ----------------- | ----------------------- | ------------------- | ------------ | -------------------- |
| Османская Империя | 26 500 000              | 40 000              | 15000        |                      |
| Франция           | 31 150 000              | 10 000              | 100          |                      |
| Россия            | 50 558 500              | 1 200 000           | 10 000       |                      |
| Греция            | 950 000                 | 100 000             | 50 000       |                      |
| Всего             | 96 758 500              | 1 318 000           | 60 110       |                      |
| Англия            | 14 100 000              | 8000                | 10           |                      |
| Египет            | 4 400 000               | 12 000              | 5000         |                      |
| Всего             | 30 900 000              | 412 000             | 20 000       |                      |
| ВСЕГО             | 127 658 500             | 1 730 000           | 80 110       | 105 000              |

## Галерея изображений

### Греческие революционеры и филэллины

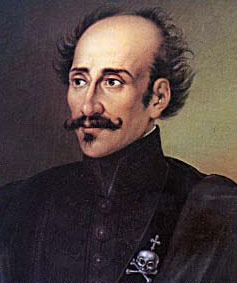
Александр Ипсиланти
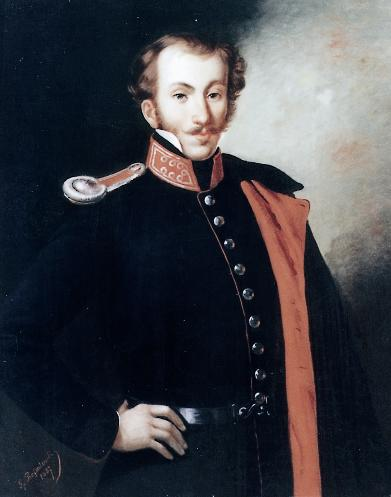
Дмитрий Ипсиланти
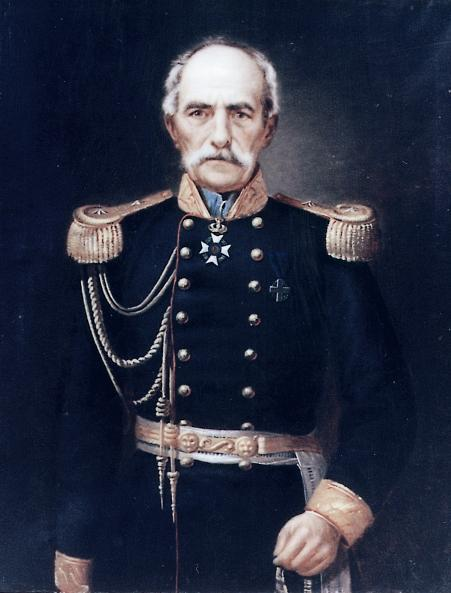
Николаос Петимезас
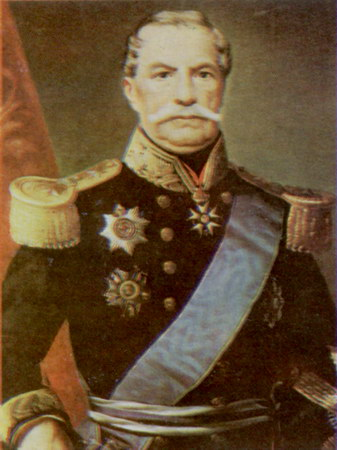
Антониос Криезис
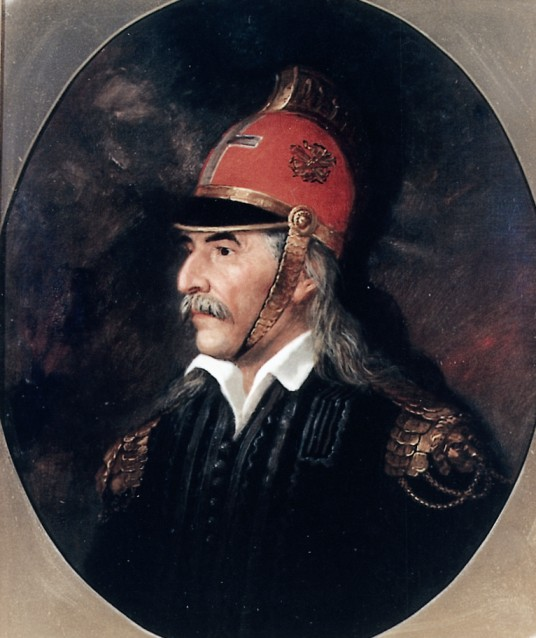
Теодорос Колокотронис
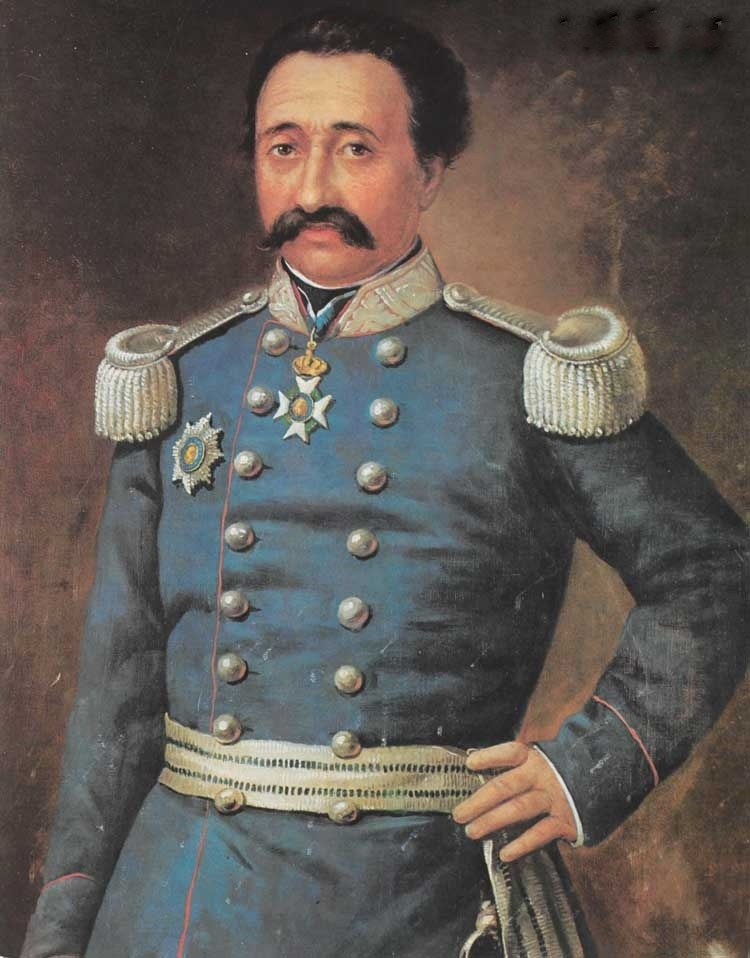
Андреас Лондос
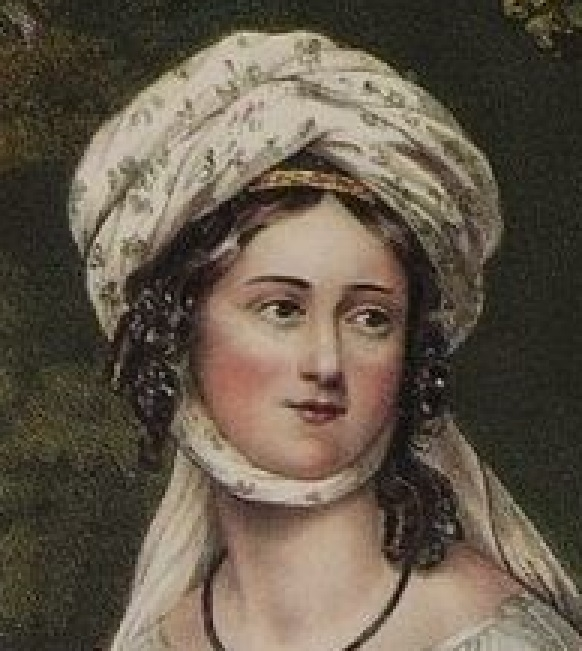
Ласкарина Бубулина
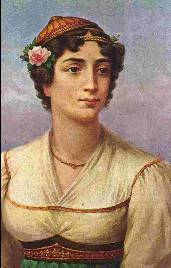
Манто Маврогенус
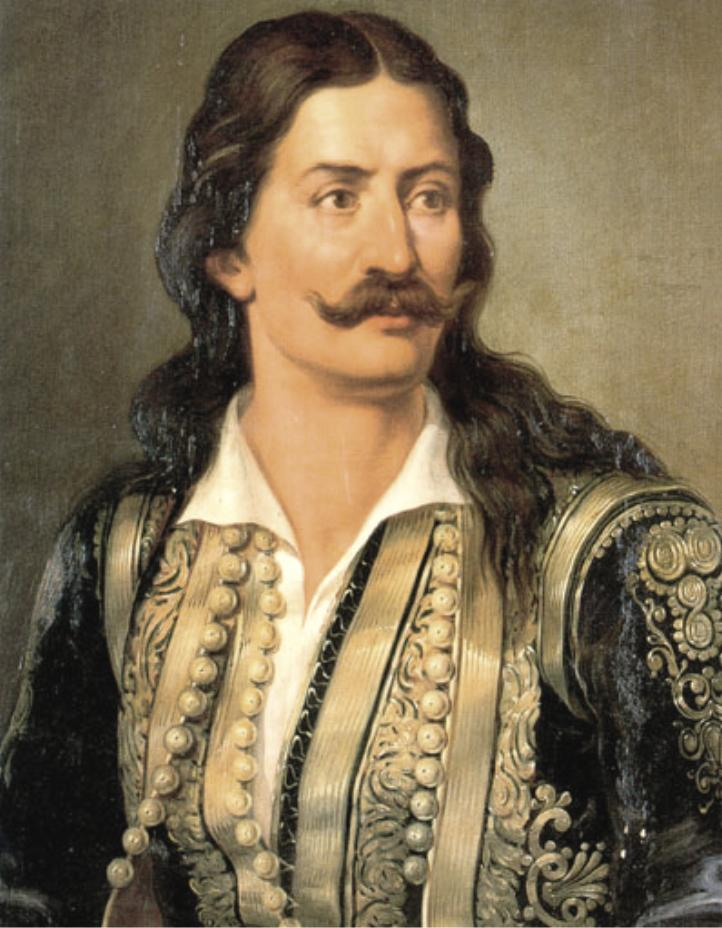
Афанасий Дьяк
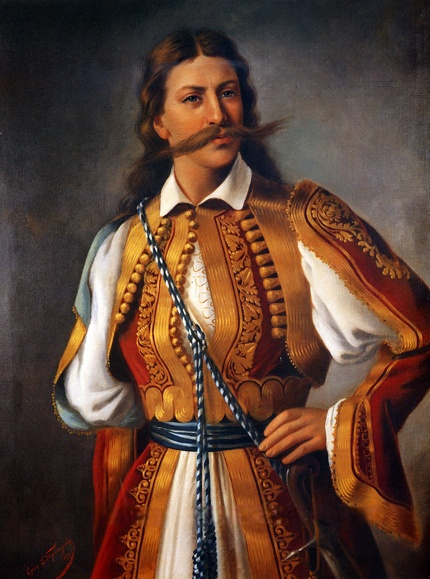
Константинос Мавромихалис
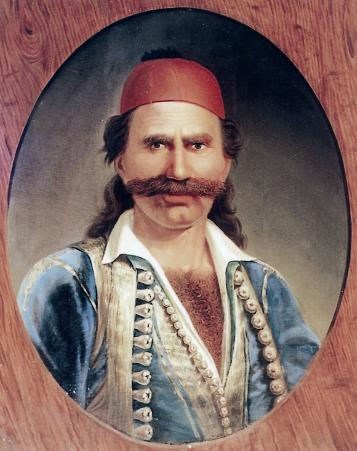
Одиссей Андруцос
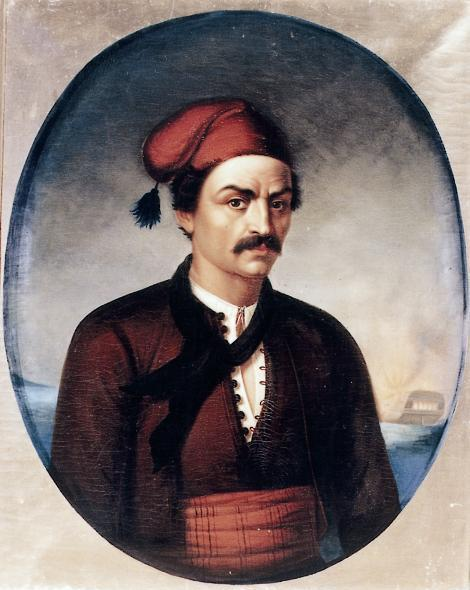
Константин Канарис
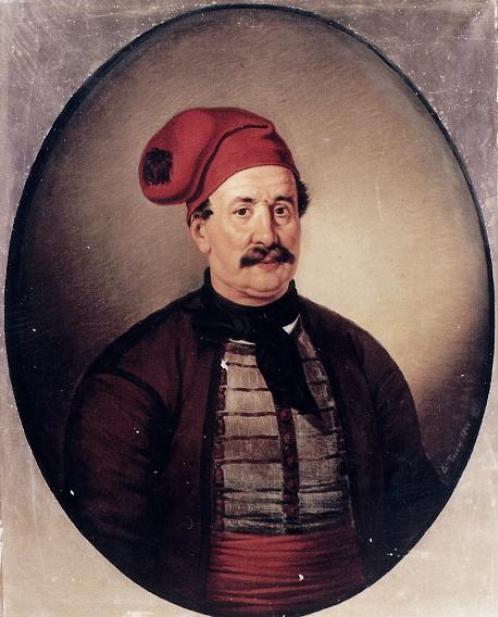
Димитриос Папаниколис
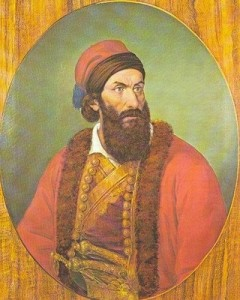
Григориос Папафлессас
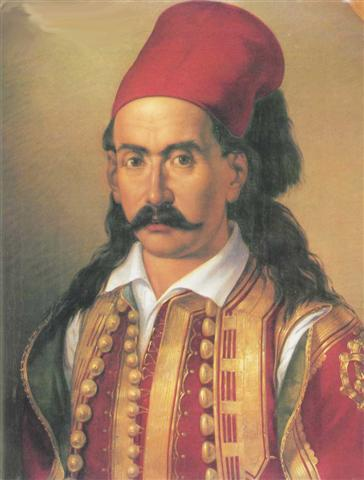
Маркос Боцарис
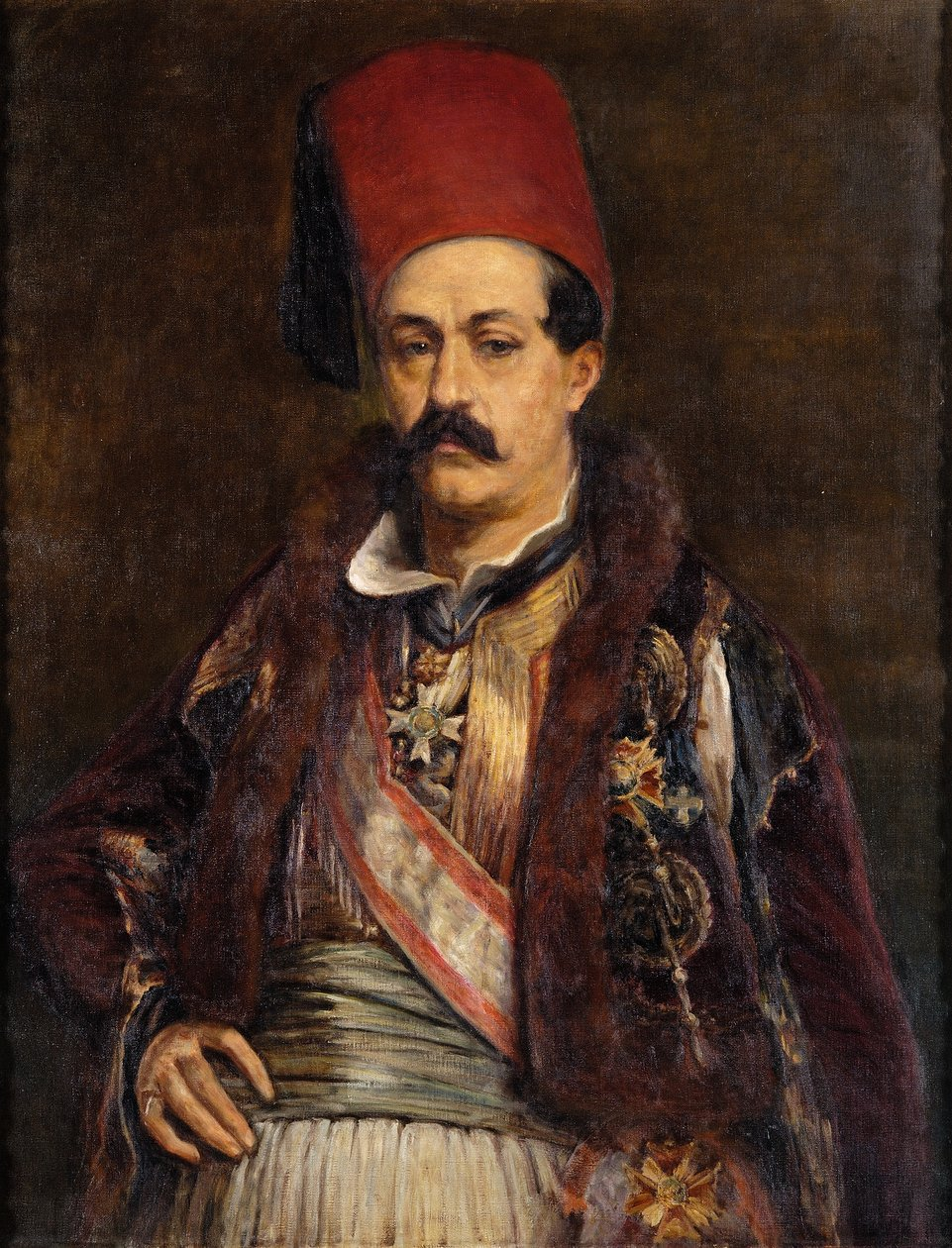
Иоаннис Колеттис
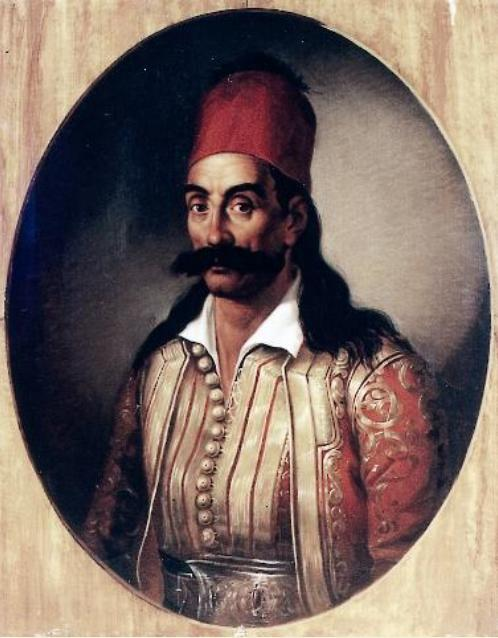
Георгиос Кундуриотис
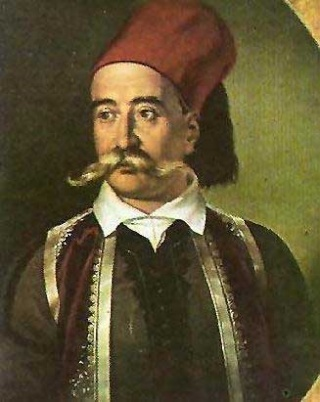
Петрос Мавромихалис
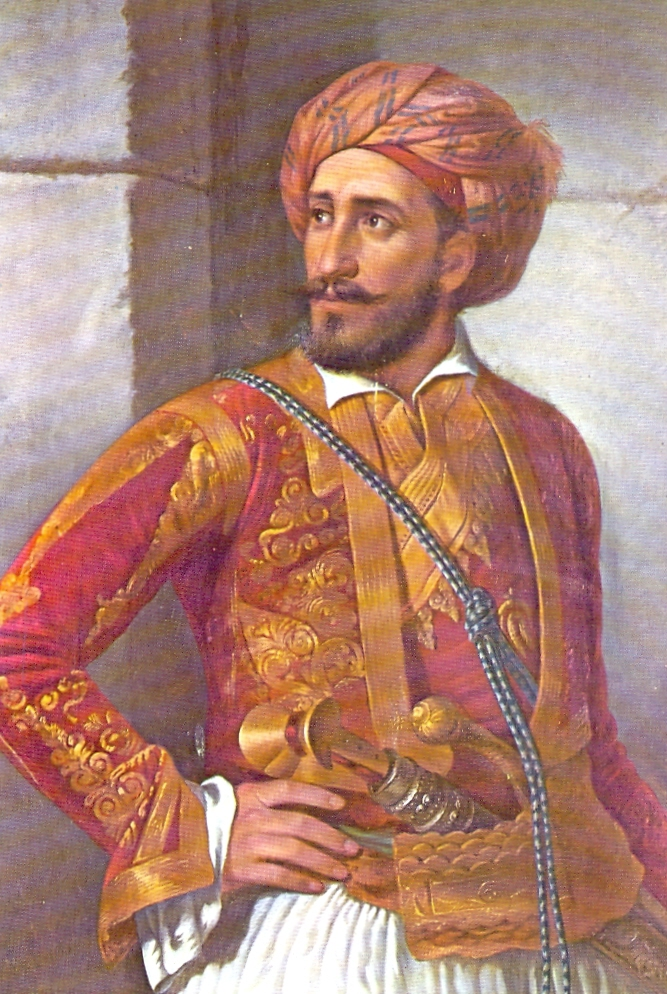
Иоаннис Макрияннис
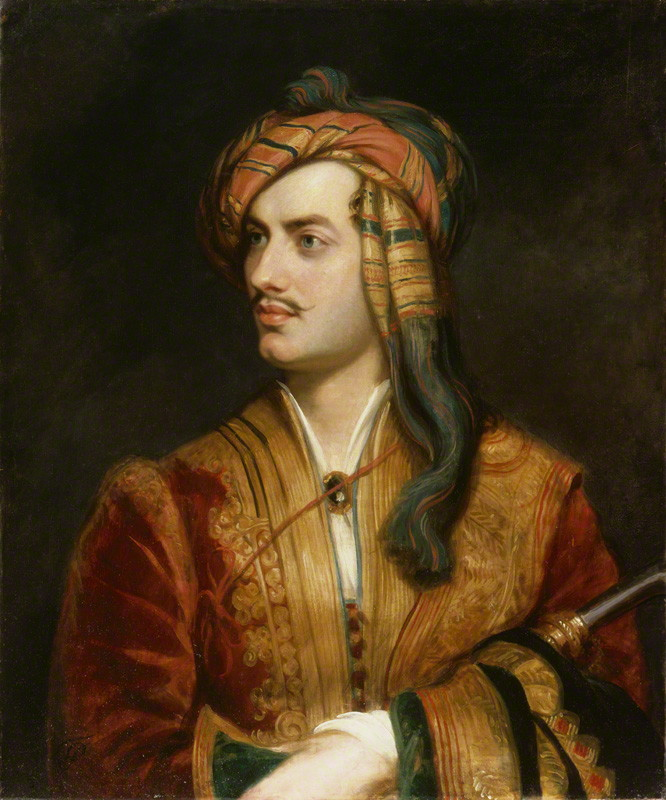
Лорд Байрон
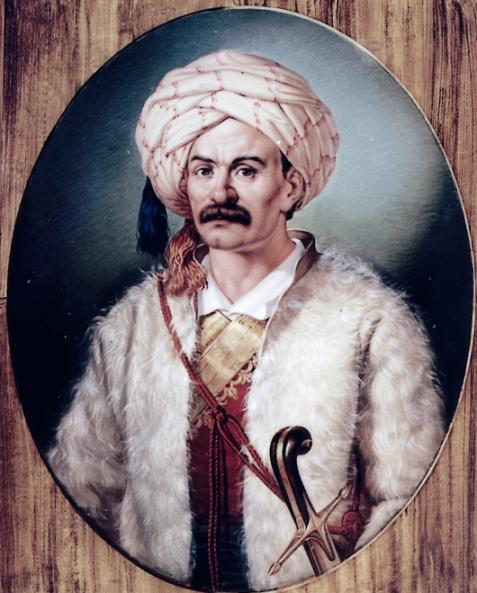
Шарль Николя Фавье
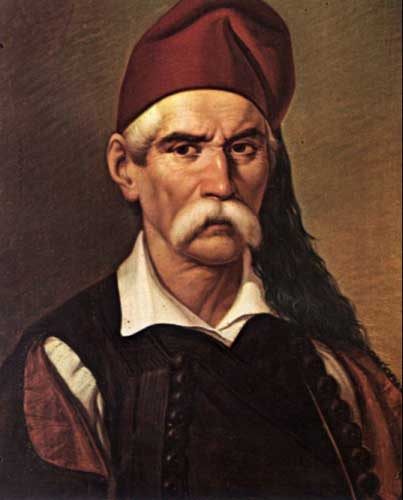
Никитас Стамателопулос

### Османы и Египет

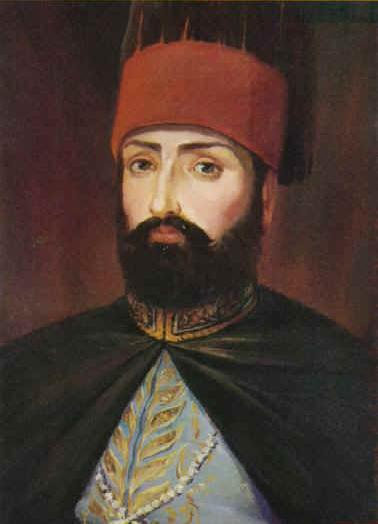
Махмуд II
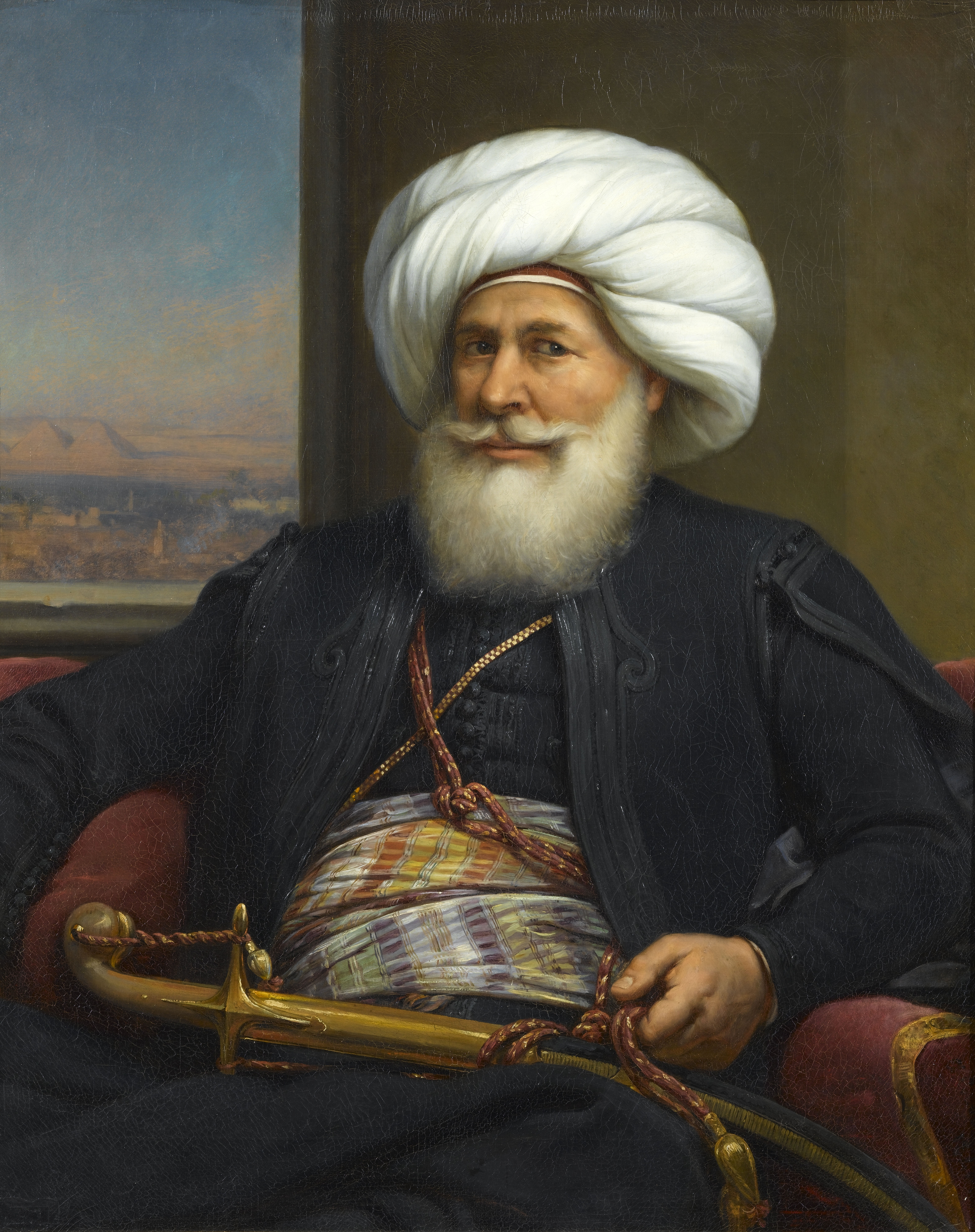
Мухаммед Али Египетский
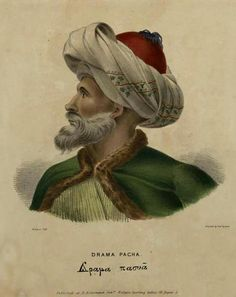
Махмуд Драмалы-паша
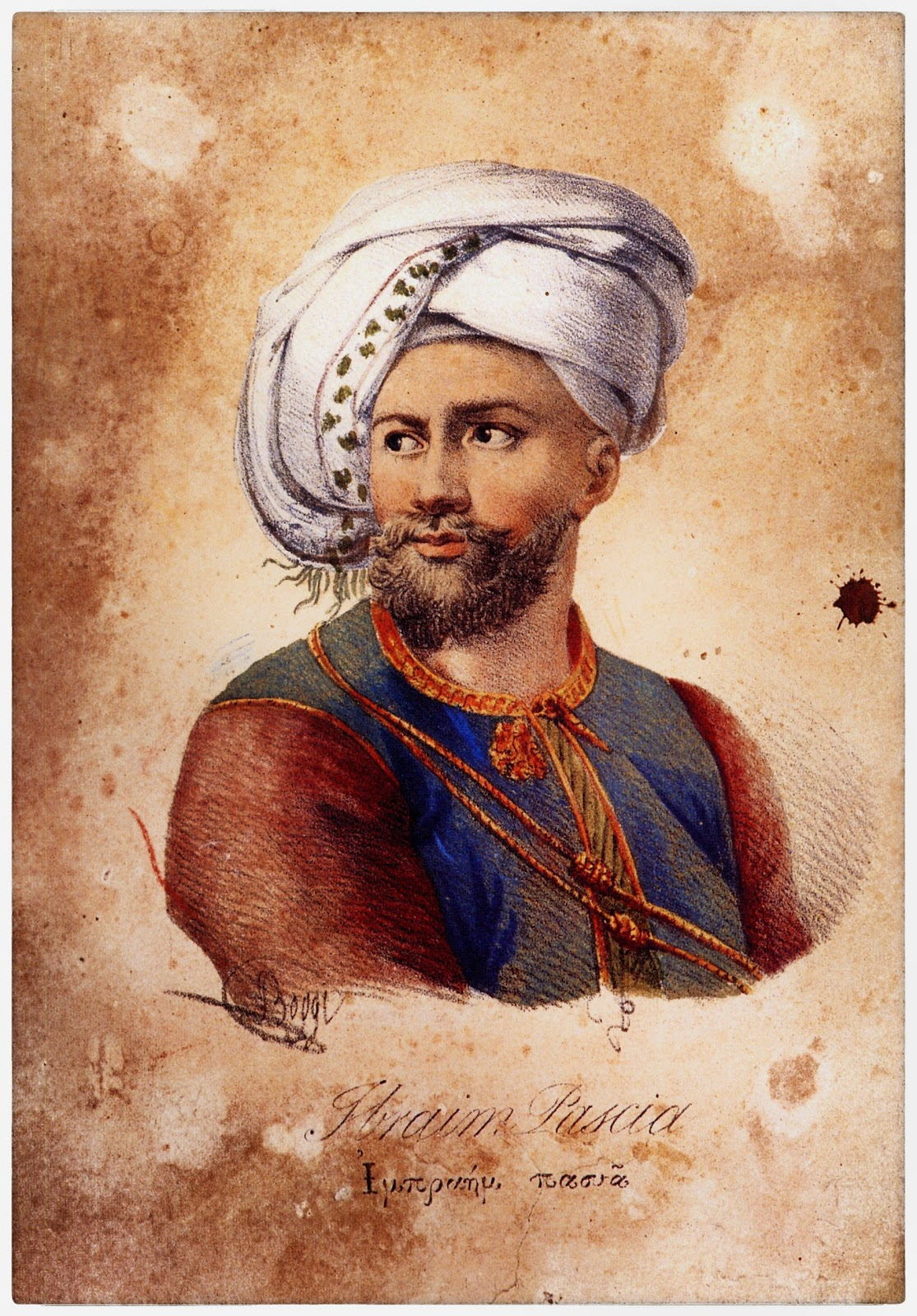
Ибрагим-паша
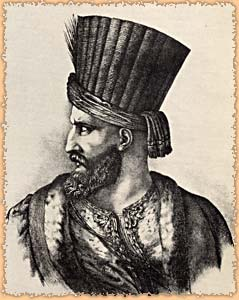
Хуршид Ахмед-паша